# شهرستان جام‌بای
ناحیهٔ جام‌بای (به ازبکی: Jomboy tumani، جامبای تومنی) یک شهریتان در ازبکستان است که در استان سمرقند واقع شده‌است.